# Никулин, Юрий Владимирович
Ю́рий Влади́мирович Нику́лин (18 декабря 1921, Демидов, Смоленская губерния, РСФСР — 21 августа 1997, Москва, Россия) — советский и российский артист цирка (клоун), цирковой режиссёр, киноактёр, телеведущий. Герой Социалистического Труда (1990), народный артист СССР (1973), лауреат Государственной премии РСФСР им. братьев Васильевых (1970). Участник Великой Отечественной войны.
С 1982 по 1997 год был директором и художественным руководителем цирка на Цветном бульваре.

## Биография

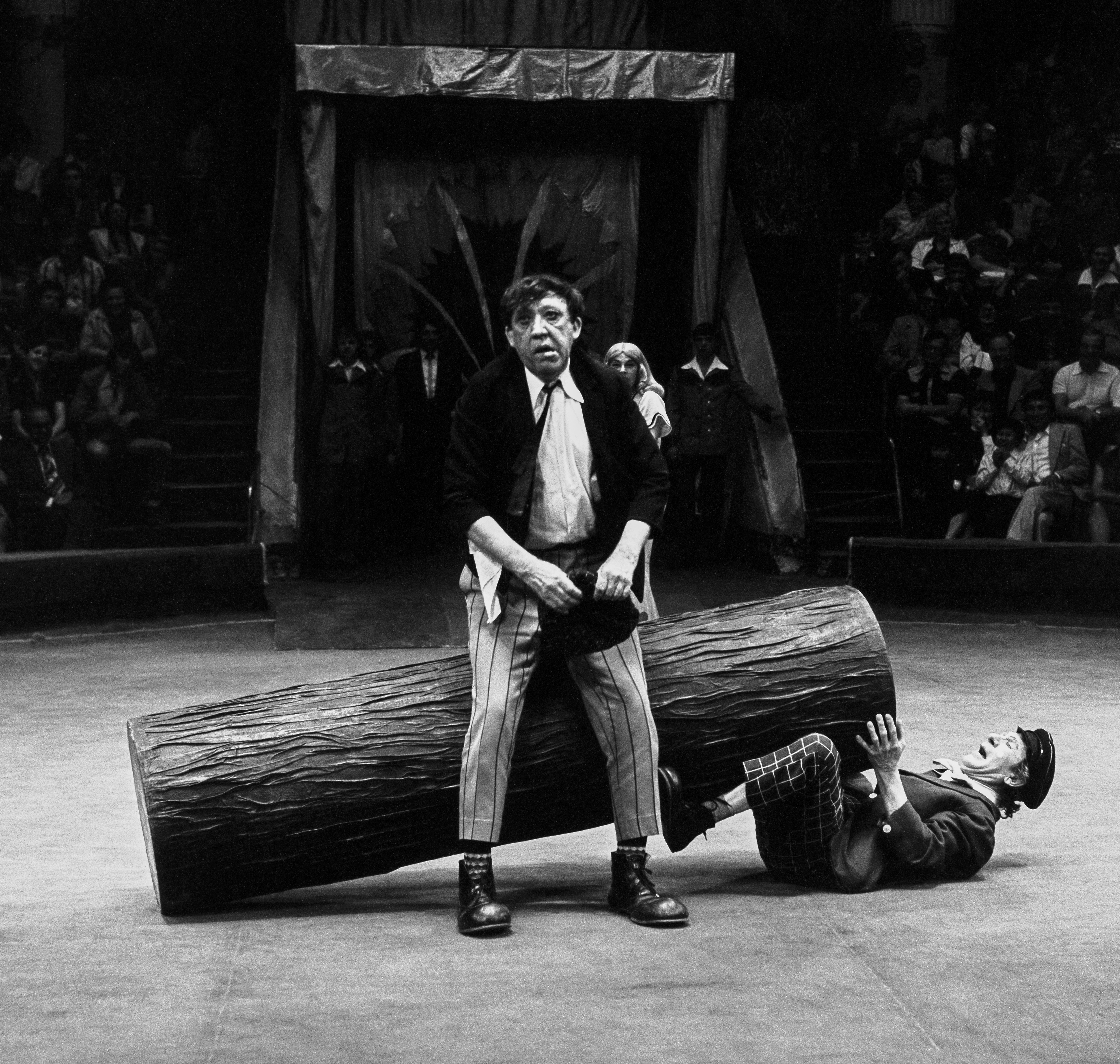
С М. И. Шуйдиным на арене цирка на Цветном бульваре, 1977 год

Родился 18 декабря 1921 года в Демидове (ныне Смоленская область). Адрес проживания семьи Никулиных в Демидове на январь 1922 года — Духовская улица (ныне Мареевская), 23.

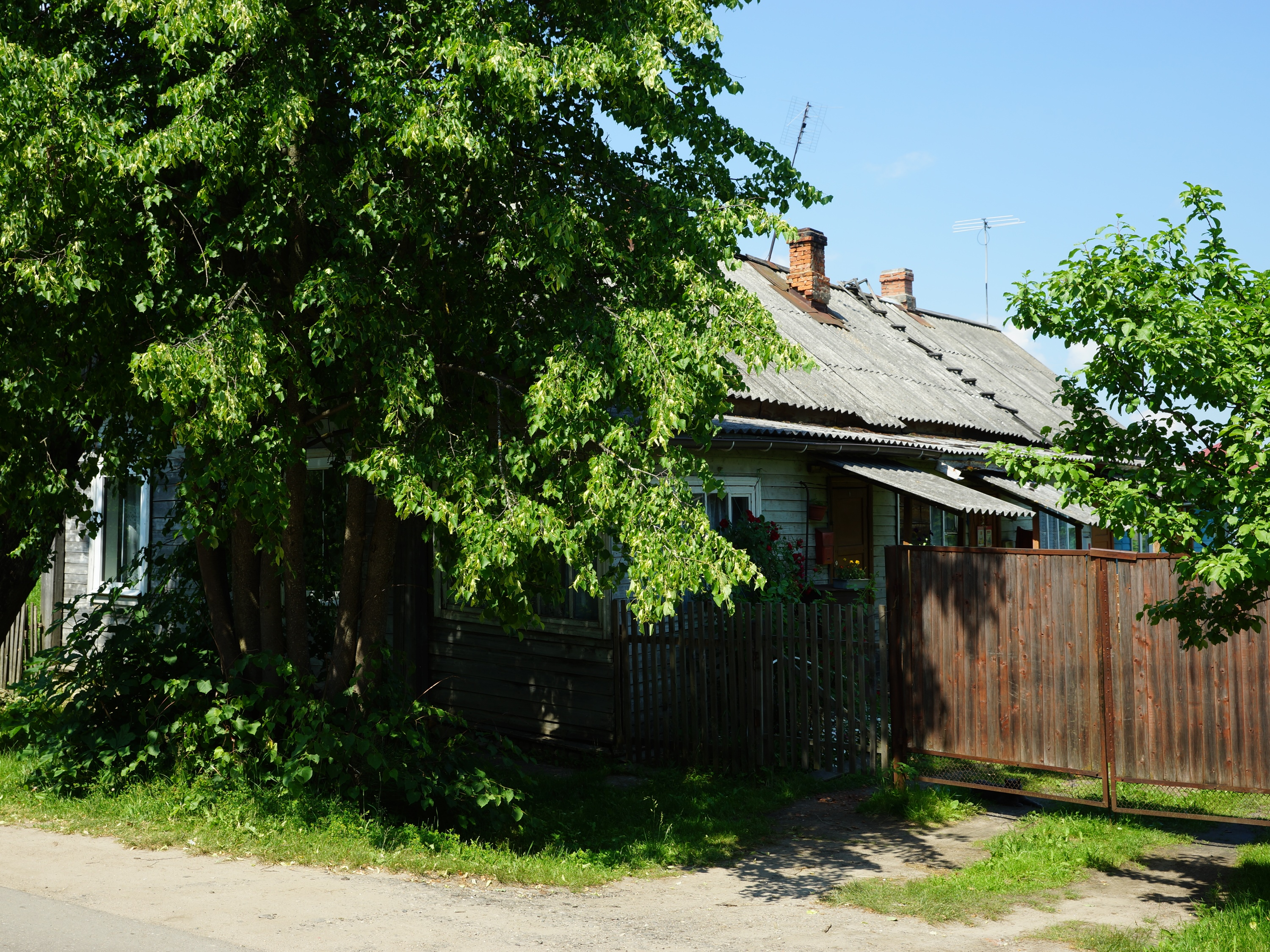
Дом в Демидове, в котором родился Юрий Никулин

В 1925 году семья перебралась в Москву. Жили в коммуналке в Токмаковом переулке, дом 15, недалеко от площади Разгуляй (дом не сохранился). Первые семь классов Никулин учился в образцовой школе № 349, где частыми гостями были известные писатели, в частности, Аркадий Гайдар. В восьмом классе перешёл в среднюю школу № 346. 18 ноября 1939 года, после окончания средней школы, в возрасте неполных 18 лет был призван в Красную армию и направлен в шестую батарею второго дивизиона 115-го зенитно-артиллерийского полка. Во время советско-финской войны эта зенитная батарея находилась под Сестрорецком и охраняла воздушные подступы к Ленинграду. В Великую Отечественную войну воевал под Ленинградом сначала в том же полку, весной 1943 года после контузии и лечения в госпитале был переведён в 72-й отдельный зенитный артиллерийский дивизион на должность командира отделения разведки, позднее там же стал помощником командира взвода. В 1943 году вступил в КПСС. Победу встретил в Курляндии; ещё год служил на территории Восточной Пруссии, был демобилизован 18 мая 1946 года в звании старшего сержанта. За время войны был награждён медалями «За отвагу» (первоначально был представлен к ордену Славы III степени), «За оборону Ленинграда» и «За победу над Германией».
После окончания войны пытался поступить во ВГИК, куда его не приняли, так как председатель комиссии Сергей Юткевич не обнаружил в нём актёрских способностей. После провала хотел поступить в ГИТИС на театральный факультет. Но председатель комиссии С. Гушанский также не нашёл в молодом человеке актёрских задатков. В конце концов поступил в школу-студию разговорных жанров при Московском цирке на Цветном бульваре и окончил учебное заведение в 1948 году. Первое выступление на манеже состоялось 25 октября 1948 года в паре с Борисом Романовым в репризе «Натурщик и халтурщик». Затем стал работать ассистентом вместе с популярным тогда клоуном Карандашом. Работая у него, познакомился с Михаилом Шуйдиным. Вместе с Карандашом, сам актёр и Шуйдин неоднократно ездили на гастроли по стране и набирались циркового опыта. Проработав с Карандашом два с половиной года, в 1950 году Шуйдин и сам актёр вместе ушли от него из-за рабочего конфликта. Начав работать самостоятельно, составили знаменитый клоунский дуэт Никулин и Шуйдин, хотя по характеру артисты были совершенно разные.
Дебютировал в кино в 1958 году в эпизодической роли пиротехника в фильме «Девушка с гитарой».

Памятник на могиле Ю. В. Никулина

Автор книги «Почти серьёзно…» (1979).
Перестал выступать в цирке, когда ему исполнилось 60 лет, в 1981 году, и перешёл на должность главного режиссёра цирка на Цветном бульваре. С 1982 года был директором и художественным руководителем Московского цирка на Цветном бульваре. При нём для цирка было построено полностью новое здание, открытие которого произошло 29 сентября 1989 года. Всего проработал в цирке около полувека.
В середине 1990-х годов состоял членом редакционной коллегии журнала «Огонёк».
С 1992 года являлся председателем правления Фонда Мира.
Всего за долгие годы творческой деятельности артист сыграл более тридцати ролей в фильмах.
Скончался 21 августа 1997 года на 76-м году жизни в Москве из-за осложнений после операции на сердце. Прощание с артистом состоялось 25 августа 1997 года в Московском цирке на Цветном бульваре. Похоронен на Новодевичьем кладбище.

## Семья
- Прапрадед по отцу — Николай Романович Никулин, трубчевский мещанин. Женат на Екатерине Ермолаевне[14].

- Прапрадед по отцу — Яков Петрович Умденшток (1808—1869), лютеранин, сын швейцарского эмигранта, преподавателя французского языка в 1-й Московской гимназии[15]. Выпускник Московского коммерческого училища (1828)[16], служил в конторе московской купчихи Гарднер. После сдачи испытаний при Московском университете с 1836 по 1845 преподавал французский и русский языки в 1-м и 2-м кадетских корпусах в Москве[17]. С 1847 классный надзиратель, с 1848 преподаватель бухгалтерии Александринского сиротского института[18]. Надворный советник, первый владелец дома № 11 в Аптекарском переулке (сохранился в сильно перестроенном виде). Женат на Софье Богдановне (1807—1886)[19].

- Прадед по отцу — Василий Николаевич Никулин (1828 — до 1888). Выпускник Тверской гимназии (обучался с 1842 по 10 марта 1850, окончил с отличными оценками по всем предметам, получил право на 14-й чин при поступлении на гражданскую службу)[20] и Педагогического института Московского университета (1855), служил комнатным надзирателем пансиона 4-й Московской гимназии. После сдачи испытаний на звание кандидата (18 июня 1856) преподавал естественную историю, математику, русский язык и географию в Тверской гимназии. В 1863—1869 гг. надзиратель, учитель естественной истории и математики, в 1866—1868 гг. библиотекарь ученической библиотеки Рязанской гимназии[21], в 1869—1874 гг. надзиратель 1-й Московской гимназии[22]. Титулярный советник (1861), коллежский асессор (1862), надворный советник (1864), коллежский советник (1869)[23]. 9 июля 1854 года женился на Клавдии Яковлевне Умденшток[24] (род. 24 сентября 1833 в Москве, ум. 31 января 1902 года там же[25]). У супругов было четверо сыновей (из которых один, Пётр (26 января 1866 — 26 июня 1870), умер в раннем возрасте[26]), и дочь Екатерина (род. 29 января 1867).

- Дед по отцу — Андрей Васильевич Никулин (род. 2 октября 1862), потомственный почетный гражданин. Женат на Варваре Александровне.

- Брат деда по отцу — Владимир Васильевич Никулин (6 апреля 1856 — 7 марта 1912), выпускник 1-й Московской гимназии (1877) и медицинского факультета Московского университета (1884). Врач, автор ряда исследований по лёгочным болезням, статский советник, владелец дома № 11 по Аптекарскому переулку в Москве[27], который унаследовал от своих крёстных (родителей матери).

- Брат деда по отцу — Николай Васильевич Никулин (род. 26 сентября 1864), выпускник Военно-медицинской академии, врач-венеролог в Москве.

- Отец — Владимир Андреевич Никулин (8 (20) января 1898—1964) родился в Киеве, крещен 22 февраля 1898 года в Старо-Киевской Вознесенской церкви. С 1908 по 1916 гг. учился во 2-й Московской гимназии, затем, до поступления на службу в РККА в марте 1919 года, — на юридическом факультете Московского университета, жил на Арбате (Большой Афанасьевский переулок, д. 39, кв. 2)[28]. Демобилизовавшись из Красной армии и окончив курсы Политпросвета, он устроился в драматический театр в Демидове. В Демидове отец организовал «Теревьюм» — передвижной театр революционного юмора, где сам ставил спектакли и много играл. Также организовал и тренировал первую в городе футбольную команду[7].

- Прадед по матери — Алексей Николаевич Германов (род. 1856), родом из Усмани, окончил духовную семинарию и имел личное дворянство. В 1891—1894 гг. — помощник начальника почтово-телеграфной конторы в Поречье в чине титулярного советника, переведен оттуда в Двинскую почтово-телеграфную контору на место чиновника 5-го разряда с производством в коллежские асессоры. Женат на своей землячке Пелагее Егоровне (род. 1858)[29].

- Дед по матери — Иван Алексеевич Германов (род. ок. 1879), с 1901 года начальник почтового отделения в местечке Вишки, затем на аналогичной должности в Ливенгофе, помощник начальника добровольной пожарной команды там же. Коллежский регистратор (1901), губернский секретарь (1902), коллежский секретарь (1912), титулярный советник (1914). Женат на Надежде Николаевне.

- Мать — Лидия Ивановна Никулина (Германова) (26 августа/8 сентября 1902—1979). Она была уроженкой города Ливенгоф (ныне Ливаны, Латвия)[30], крещена в православной Ильинской церкви местечка Малиновки[31]. В годы Первой мировой войны переехала в город Поречье, подальше от войны, к родственникам. Работала актрисой в драматическом театре в Демидове. В Ливенгофе также родились сёстры Лидии — Людмила (28 июня (11 июля) 1904) и Нина (2 (15) апреля 1906).

- Жена — Татьяна Николаевна Никулина (урождённая Покровская; 14 декабря 1929 — 26 октября 2014[5][32][33]), внучка П. Я. Ростовцева (земской деятель, депутат Государственной думы I созыва); окончила Тимирязевскую академию, факультет декоративного садоводства. С Юрием Никулиным она познакомилась в декабре 1949 года благодаря тому, что занималась конным спортом. Клоун Карандаш искал лошадь для своего нового номера, ему приглянулась карликовая лошадка по кличке Лапоть, и Татьяна с подругой привезла коня в цирк. Карандаш познакомил их со своим учеником Юрием Никулиным. Никулин пригласил их посмотреть спектакль, посадил Татьяну около прожектора и отправился на арену. Юрий скакал на лошади, периодически переворачиваясь на ходу; нога застряла в стремени, и он оказался под копытами коня, потеряв сознание. Вызвали «скорую», положили его в институт им. Склифосовского. У него была сломана ключица, на ноге и голове ссадины, левый глаз от удара копытом заплыл[34]. Несколько недель Татьяна навещала Юрия в больнице, приносила фрукты и общалась с ним. 23 мая 1950 года они поженились[34], стали жить в комнате жены в коммуналке[35] в Нащокинском переулке (бывшая улица Фурманова)[36]. С 1951 по 1981 год Татьяна работала в цирке на Цветном бульваре, на арене вместе с клоунами Юрием Никулиным и Михаилом Шуйдиным. 10 лет заведовала собачьим питомником, где содержались собаки породы ризеншнауцер. С 1997 года была консультантом по творческим вопросам цирка Никулина. Немного снималась в кино, в частности, сыграла гида в морском круизе в фильме «Бриллиантовая рука» (сцены в Стамбуле и морвокзале). Много сниматься не разрешал муж. Переводила детективы с английского языка. В 2002 году награждена орденом Почёта. После инсульта переписала «Мцыри» по памяти и «Евгения Онегина»; в 80 лет выехала на коне на манеж[7][37]. Похоронена рядом с мужем в Москве на Новодевичьем кладбище[5]

Я училась в Тимирязевской академии на факультете декоративного садоводства и очень увлекалась конным спортом. В академии была прекрасная конюшня. А в конюшне — очень смешной жеребёнок-карлик, с нормальной головой, нормальным корпусом, но на маленьких ножках. Звали его Лапоть. Об этом прослышал Карандаш и приехал эту лошадку посмотреть. Лошадка понравилась, и Карандаш попросил нас с подругой научить её самым простым трюкам. Потом лошадку привезли в цирк, и Карандаш познакомил нас с Юрием Владимировичем Никулиным, который был у него в учениках. Юрий Владимирович пригласил нас посмотреть спектакль. Подруга моя пойти не смогла, я пошла одна, сидела на прожекторе. Играли очень смешную сценку: Карандаш вызывал из зала якобы одного зрителя и учил его ездить на лошади. Но именно когда я пришла на спектакль, Юрий Владимирович, который играл роль зрителя во время этого номера, попал под лошадь. Она его так избила, что его увезли на «скорой» в Склифосовского, без сознания. Я чувствовала себя виноватой и стала его навещать… А через полгода мы поженились…Татьяна Никулина (Покровская)
- Сын — Максим Юрьевич Никулин (род. 1956), выпускник факультета журналистики МГУ (1980), после смерти отца с 1997 года стал генеральным директором и художественным руководителем Московского цирка на Цветном бульваре[5][4].
  - Внучка — Мария Максимовна Никулина (род. 26 декабря 1981), врач-нейрохирург, живёт с мужем в Мюнхене[39];
  - Внук — Юрий Максимович Никулин (род. 29 мая 1986), театровед-менеджер, руководитель отдела рекламы, PR-службы и спецпроектов Московского цирка Никулина на Цветном бульваре;
    - Правнуки — Станислав и Софья

  - Внук — Максим Максимович Никулин (род. 13 ноября 1988), продюсер, специалист зарубежного отдела Московского цирка Никулина на Цветном Бульваре[13][40][41][42][43][44].

В детстве жил в Дурновском переулке, 1 (дом не сохранился), затем — в Токмаковом переулке, 15; с 1950 года — в коммунальной квартире в районе улицы Арбат; с начала 1960-х годов — на улице Фурманова; до 1971 — в коммунальной квартире на Разгуляе; с 1971 года — в Москве на Большой Бронной улице, 2/6.
Фронтовые друзья — Илья Семёнович Гутман (1918—1999) и Марат Аркадьевич Вайнтрауб (18.03.1921—1999) жили вместе в коммуналке.
Среди близких друзей Юрия Владимировича Никулина были Олег Павлович Табаков (1935—2018), Леонид Иович Гайдай (1923—1993), а также популярный в Советском Союзе индийский актёр и режиссёр Радж Капур (1924—1988).

## Творчество
Артист дебютировал в кино в 36 лет и с первых картин зарекомендовал себя как неподражаемый разнохарактерный и профессиональный актёр. Он принёс с цирковой арены на экран различные роли-маски, широко используя цирковую эксцентрику и фактуру. Таковы роли пиротехника («Девушка с гитарой»), Клячкина («Неподдающиеся»), Балбеса («Совершенно серьёзно»). Одна из киноновелл альманаха «Совершенно серьёзно» — «Пёс Барбос и необычный кросс» режиссёра Леонида Гайдая — положила начало ролям, которые обеспечили актёру всенародную любовь. Незабываемый образ Балбеса из знаменитой тройки (Трус, Балбес и Бывалый) в кинокомедиях «Самогонщики», «Операция „Ы“ и другие приключения Шурика», «Кавказская пленница, или Новые приключения Шурика» отличают исключительное обаяние и жизнерадостность. Однако сам актёр (например, в книге «Почти серьёзно») более высоко ценил короткометражные новеллы, считая недостаточно удачной «Кавказскую пленницу», не говоря уже об использовании образа троицы жуликов другими режиссёрами (Эльдаром Рязановым — «Дайте жалобную книгу», Евгением Кареловым — «Семь стариков и одна девушка»).

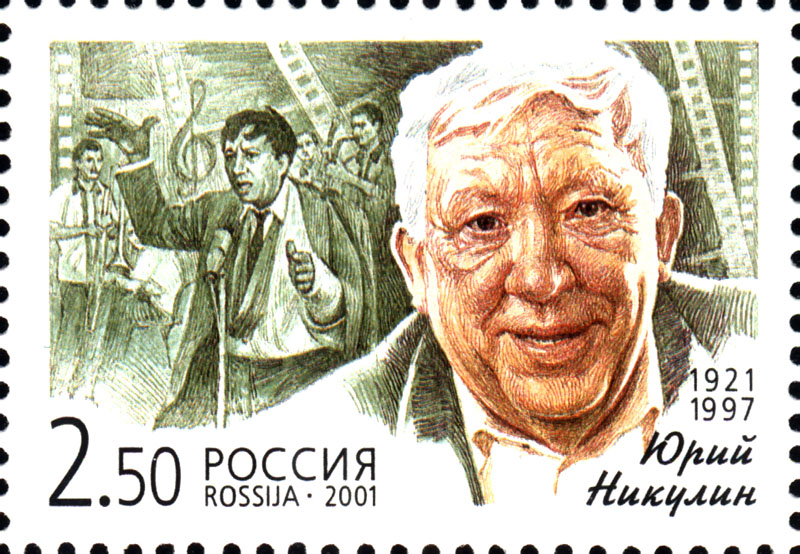
Марка России, посвящённая Юрию Никулину (2001 год)

Играл во многих любимых народом фильмах. Самыми известными являются кинокомедии с его участием — «Бриллиантовая рука», «12 стульев», «Старики-разбойники». Персонажи этих фильмов — комедийно-гротесковые, с оттенком детскости, наивные чудаки, лиричные, добродушные и непосредственные.
Но актёр играл не только комические роли. В фильме «Когда деревья были большими» раскрылся драматический талант исполнителя. В своём герое — Кузьме Кузьмиче Иорданове — актёр обнаруживает сложное переплетение различных психологических состояний: лживость, опустошённость, паразитизм, одиночество, стремление вывести свою жизнь из состояния краха.

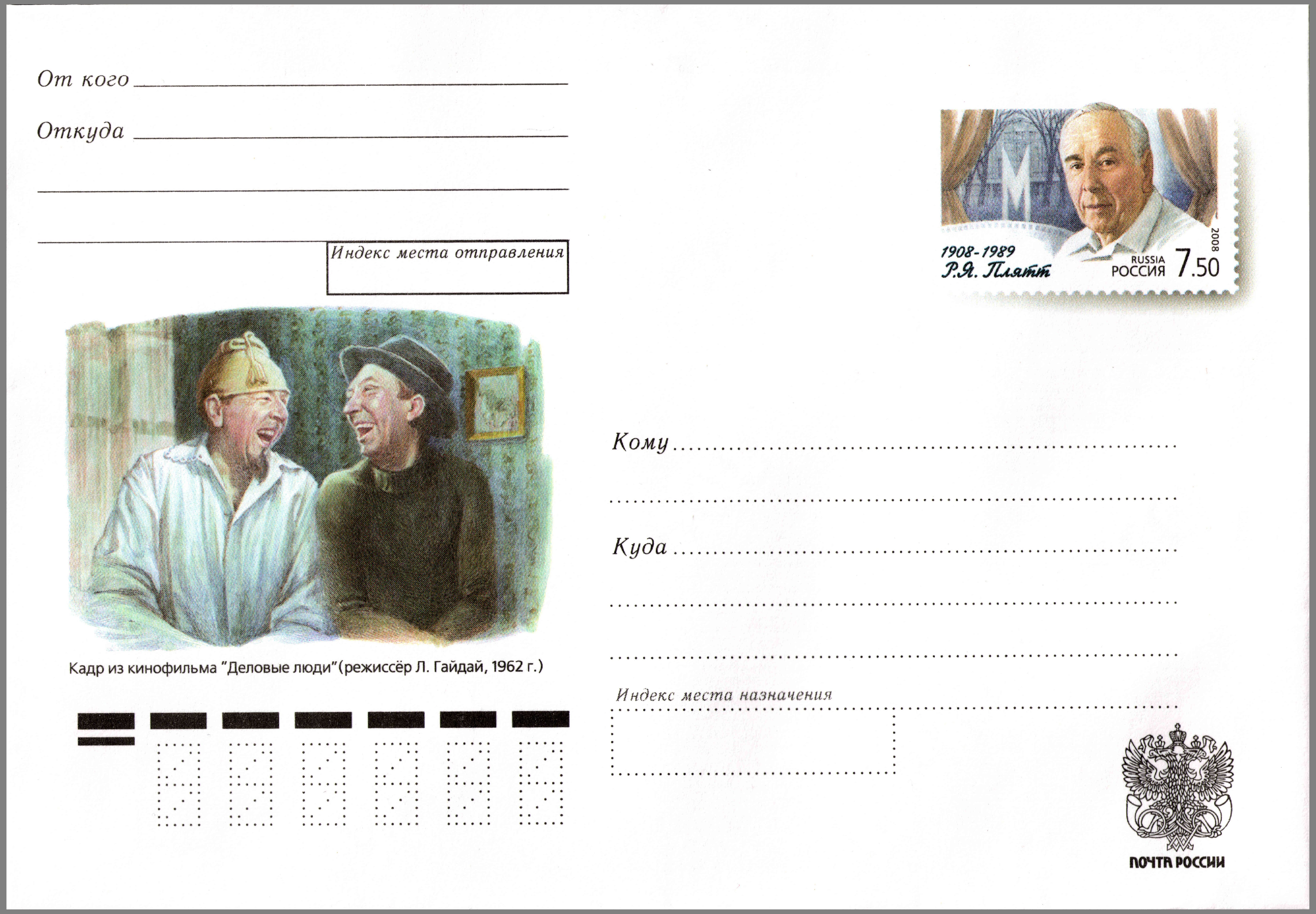
Иллюстрация кадра из фильма «Деловые люди» (Юрий Никулин и Ростислав Плятт) на конверте почты России (2008 год)

В фильме Андрея Тарковского «Андрей Рублёв» убедительно сыграл трагическую роль монаха Патрикея — казначея Успенского собора во Владимире, подвергнутого жестоким истязаниям монголо-татарскими захватчиками. В драматическом фильме «Ко мне, Мухтар!» играл младшего лейтенанта Глазычева, характер которого полон сострадания, жертвенности и преданности собачье-людской дружбе. Следует отметить его игру в фильмах о Великой Отечественной войне («Они сражались за Родину», режиссёр Сергей Бондарчук; «Двадцать дней без войны», режиссёр Алексей Герман). В фильме «Двадцать дней без войны» роль военного журналиста Лопатина была сыграна актёром в сдержанной и безыскусной манере, при этом исполнена подлинного внутреннего драматизма. Спор между режиссёром и Госкино о назначении его на роль Лопатина был решён положительно, благодаря вмешательству писателя Константина Симонова.
В драматическом фильме Ролана Быкова «Чучело» о девочке по имени Лена Бессольцева, которую травят одноклассники, сыграл одну из последних своих ролей — роль дедушки Лены.
В последние годы (1993—1997) вёл юмористическую передачу «Клуб „Белый попугай“» на телеканале «ОРТ», был одним из постоянных участников телепередачи «В нашу гавань заходили корабли».
Трижды участвовал в шоу «Поле чудес»: в юбилейном, 50-м выпуске 25 октября 1991 года с Владиславом Листьевым, в шуточном выпуске 1 апреля 1994 года по случаю мнимого ухода Леонида Якубовича с поста ведущего, а также 7 ноября 1996 года.

## Фильмография
— главная роль

| Год  |     | Название                                                          | Роль                                                     |
| ---- | --- | ----------------------------------------------------------------- | -------------------------------------------------------- |
| 1958 | ф   | Девушка с гитарой                                                 | пиротехник-неудачник                                     |
| 1959 | ф   | Неподдающиеся                                                     | Василий Клячкин, выпивоха с завода                       |
| 1960 | ф   | Яша Топорков                                                      | Проша, воспитуемый                                       |
| 1960 | ф   | Мёртвые души                                                      | официант (нет в титрах)                                  |
| 1961 | ф   | Совершенно серьёзно (новелла «Пёс Барбос и необычный кросс»)      | Балбес                                                   |
| 1961 | ф   | Человек ниоткуда                                                  | старшина милиции, арестовавший Чудака                    |
| 1961 | ф   | Когда деревья были большими                                       | Кузьма Кузьмич Иорданов                                  |
| 1961 | ф   | Друг мой, Колька!                                                 | Вася, шофёр автобазы                                     |
| 1961 | ф   | Сборник комедийных фильмов (новелла «Самогонщики»)                | Балбес                                                   |
| 1961 | тф  | Укрощение строптивой                                              | руководитель церковного хора мальчиков                   |
| 1962 | ф   | Деловые люди (новелла «Родственные души»)                         | грабитель                                                |
| 1962 | ф   | Молодо-зелено                                                     | Николай, шофёр                                           |
| 1963 | ф   | Без страха и упрёка                                               | камео                                                    |
| 1962 | кор | Киножурнал «Фитиль» (фильм № 181-01, «Пострадавший»)              | Николай, вор                                             |
| 1963 | ф   | Большой фитиль (новелла «Влип»)                                   | Петя-«Петушок», вор-домушник                             |
| 1964 | ф   | Ко мне, Мухтар!                                                   | Николай Глазычев, младший лейтенант милиции              |
| 1965 | ф   | Операция «Ы» и другие приключения Шурика (новелла «Операция „Ы“») | Балбес                                                   |
| 1965 | тф  | В первый час                                                      | скрипач на «Голубом огоньке» (Балбес)                    |
| 1965 | ф   | Дайте жалобную книгу                                              | продавец в магазине одежды                               |
| 1965 | ф   | Фантазёры                                                         | человек на пляже                                         |
| 1965 | док | Необыкновенный отель                                              | читает текст                                             |
| 1966 | ф   | Маленький беглец                                                  | камео                                                    |
| 1966 | ф   | Кавказская пленница, или Новые приключения Шурика                 | Балбес                                                   |
| 1966 | тф  | Коллекция Капы                                                    | камео                                                    |
| 1966 | тф  | Сказки русского леса                                              | Балбес                                                   |
| 1966 | ф   | Андрей Рублёв                                                     | Патрикей, монах-ключарь                                  |
| 1968 | ф   | Бриллиантовая рука                                                | Семён Семёнович Горбунков, старший экономист «Гипрорыбы» |
| 1968 | тф  | Семь стариков и одна девушка                                      | грабитель (Балбес)                                       |
| 1968 | ф   | Новенькая                                                         | Евгений Иванович, сосед Вали                             |
| 1969 | тф  | Парад-алле                                                        | комментатор                                              |
| 1970 | тф  | Денискины рассказы                                                | сосед Дениски из похожего дома (камео)                   |
| 1971 | кор | Пожара не будет!                                                  | Иван, сварщик                                            |
| 1971 | ф   | Старики-разбойники                                                | Николай Сергеевич Мячиков, следователь                   |
| 1971 | ф   | Телеграмма                                                        | Фёдор Фёдорович, резчик-любитель                         |
| 1971 | ф   | 12 стульев                                                        | Тихон, дворник в Старгороде                              |
| 1972 | ф   | Точка, точка, запятая                                             | папа Лёши                                                |
| 1975 | ф   | Они сражались за Родину                                           | рядовой Некрасов                                         |
| 1976 | ф   | Приключения Травки                                                | клоун Чичимори                                           |
| 1976 | ф   | Двадцать дней без войны                                           | майор Василий Николаевич Лопатин, военный корреспондент  |
| 1976 | кор | Клоуны и дети                                                     | клоун                                                    |
| 1979 | кор | Тут… недалеко                                                     | приезжий                                                 |
| 1982 | ф   | Не хочу быть взрослым                                             | клоун на телевидении                                     |
| 1983 | ф   | Чучело                                                            | Николай Николаевич Бессольцев, дедушка Лены              |
| 1983 | кор | Киножурнал «Ералаш» (выпуск № 38, эпизод «Однажды в булочной»)    | дядя Юра, фокусник                                       |
| 1991 | ф   | Капитан Крокус и тайна маленьких заговорщиков                     | камео                                                    |

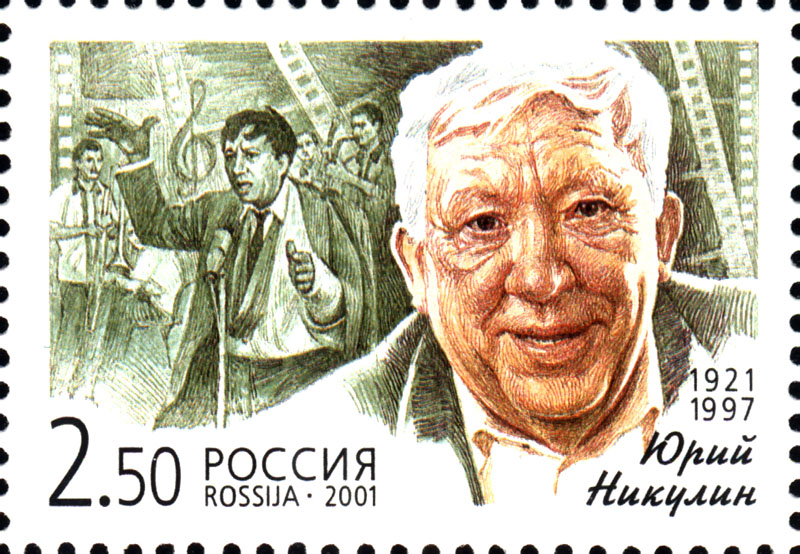
Юрий Никулин в роли Семёна Семёновича Горбункова в фильме Бриллиантовая рука. Почтовая марка России.
Леонид Гайдай и Юрий Никулин на пробах фильма Бриллантовая рука.

### Озвучивание мультфильмов
| Год  |    | Название                 | Роль  |
| ---- | -- | ------------------------ | ----- |
| 1977 | мф | Бобик в гостях у Барбоса | Бобик |

### Участие в фильмах
- 1966 — Это очень, очень серьёзно… (из документального цикла «Великие клоуны»)
- 1967 — Юрий Никулин (из документального цикла «Великие клоуны»)
- 1967 — Мы идём в цирк… (документальный) — клоун
- 1967 — День цирка на ВДНХ (документальный)
- 1974 — Пётр Мартынович и годы большой жизни (документальный)
- 1978 — Сегодня и ежедневно (документальный)
- 1983 — А также цирк (документальный)
- 1983 — Конкурс (документальный) — зритель
- 1983 — Цирк нашего детства (документальный)
- 1985 — Прощай, старый цирк (документальный)
- 1989 — Голос памяти (документальный)
- 1989 — Цирк для моих внуков (документальный) — главная роль
- 1994 — Инна Гулая (из цикла телепрограмм канала «ОРТ» «Чтобы помнили») (документальный)
- 1995 — Ожидание концерта (документальный)
- 2001 — Клоун (документальный)
- 2006 — Михаил Румянцев (Карандаш) (из цикла передач телеканала «ДТВ» «Как уходили кумиры») (документальный)

## Дискография
- «Юрий Никулин. Товарищ Цирк. Старый клоун». Песня из к/ф «Необыкновенный отель». Колыбельная. «Мелодия», 1971. Виниловая пластинка (EP) ГД 0002361-2, 33Д—00030009.
- «Юрий Никулин. Цирк и музыка». «Мелодия», 1983. Виниловая пластинка (LP) С60 20425 004.
- «Актёр и песня. Юрий Никулин». Серия: Актёр и песня. Компакт-диск. Распространитель: «Пролог-мьюзик». 2002 г. Исполнитель. 20 дорожек.
- «Актёр и песни. День победы». Компакт-диск. Распространитель: РАО, НААП, Первое музыкальное издательство, Восток. 2003 г. Дорожки: 1. Теплушка, 7. Новобранцы, 14. Щегол.
- «Grand Collection. Юрий Никулин». Серия: Grand Collection. Компакт-диск. Распространитель: «Квадро-диск». 2004 г. Исполнитель. 21 дорожка.
- «Радионяня. Лучшие песни». Серия: Радионяня. Компакт-диск. Распространитель: «Два жирафа». 2006 г. Дорожка 18. На манеже. (авторы: музыка Юрий Никулин, текст Т. Никулина)
- «Хиты 1960—1980-х. А нам всё равно». Компакт-диск. Распространитель: «Мелодия». 2010 г. Дорожка 11. А нам всё равно (песня из кинофильма «Бриллиантовая рука») Юрий Никулин.
- «Хиты 1960-х. Если б я был султан». Компакт-диск. Распространитель: «Мелодия». Если б я был султан (песня из кинофильма «Кавказская пленница, или новые приключения Шурика») Юрий Никулин.

В 1981 году Никулин озвучил Балбеса в сказке «Происшествие в стране Мульти-Пульти».

## Награды и звания
Государственные награды:
Почётные звания и премии:

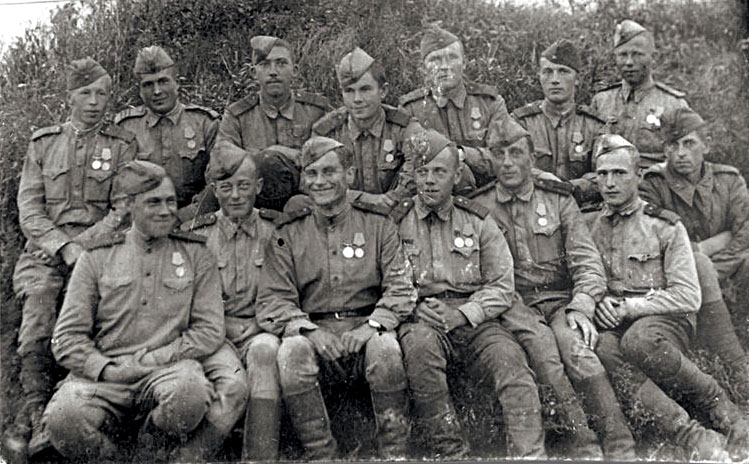
Сержант Ю. В. Никулин (верхний ряд, 3-й слева) на фронте в 72-м дивизионе. 1943 год

- Герой Социалистического Труда (27.12.1990)
- Заслуженный артист РСФСР (26.02.1963)[53]
- Народный артист РСФСР (30.09.1969)[54]
- Государственная премия РСФСР имени братьев Васильевых (1970) — за участие в создании ряда кинокомедий[8]
- Народный артист СССР (1973)[8]

Ордена и медали:
- Медаль «За оборону Ленинграда» № 4913 (1943)[55][5]
- Медаль «За победу над Германией в Великой Отечественной войне 1941—1945 гг.»[5]
- Медаль «Двадцать лет Победы в Великой Отечественной войне 1941—1945 гг.»
- Медаль «Тридцать лет Победы в Великой Отечественной войне 1941—1945 гг.»
- Медаль «40 лет Победы в Великой Отечественной войне 1941-1945 гг.»
- Медаль «50 лет Победы в Великой Отечественной войне 1941—1945 гг.»
- Медаль «За отвагу» (1945)[5]
- Медаль «За трудовую доблесть» (9.10.1958)[56]
- орден «Знак Почёта» (1967)[5]
- Два ордена Ленина (14.02.1980[57][58], 27.12.1990)[5]
- орден Отечественной войны II степени (1985)[5]
- орден Трудового Красного Знамени (1986)[5]
- Медаль Жукова
- Медаль «За доблестный труд. В ознаменование 100-летия со дня рождения Владимира Ильича Ленина»
- Медаль «Ветеран труда»
- Медаль «В память 250-летия Ленинграда»
- Медаль «50 лет Вооружённых Сил СССР»
- Медаль «60 лет Вооружённых Сил СССР»
- Медаль «70 лет Вооружённых Сил СССР»
- орден «За заслуги перед Отечеством» III степени (11.12.1996) — за заслуги перед государством и большой личный вклад в развитие циркового искусства[59][5]

Другие награды, поощрения и общественное признание:
- Благодарность президента Российской Федерации (11.07.1996) — за активное участие в организации и проведении выборной кампании Президента Российской Федерации в 1996 году[60][5]
- Премия ОРКФ «Кинотавр» в Сочи в номинации «Премия президентского Совета за творческую карьеру» (1995)[61][62]
- Почётный гражданин Демидова[5]
- Золотая медаль имени Л. Н. Толстого (Международная ассоциация детских фондов)

## Память

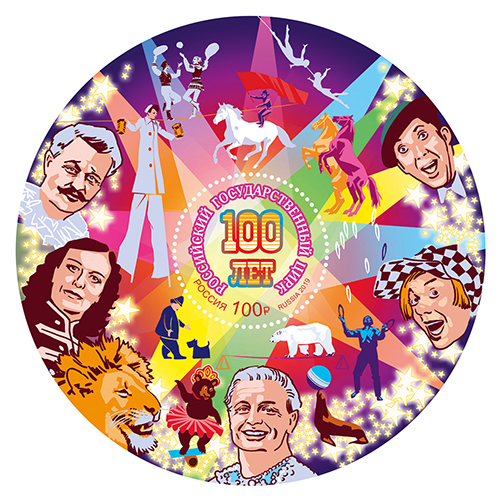
Юрий Никулин (справа вверху) на почтовом блоке России 2019 года, посвящённом 100-летию Российского государственного цирка

Надгробный памятник Юрия Никулина. Новодевичье кладбище, Москва

- В честь актёра получил имя Орех Юрия Никулина. Именно на это дерево залезал его герой Балбес в фильме «Кавказская пленница, или новые приключения Шурика» (1967)[63].
- 8 сентября 1981 года — в честь Юрия Никулина названа малая планета (4434) Никулин, открытая астрономом Крымской астрофизической обсерватории Л. Журавлёвой[64].
- С 1996 года — Московский цирк на Цветном бульваре носит имя Ю. В. Никулина[4].
- В сентябре 2000 года напротив входа в цирк, в котором более 50 лет работал Ю. Никулин, появился памятник работы скульптора А. Рукавишникова, изображающий актёра рядом с автомобилем из фильма «Кавказская пленница, или Новые приключения Шурика».
- С 2001 года московская школа-интернат № 15 для детей-сирот и детей, оставшихся без попечения родителей, циркового профиля носит имя Ю. В. Никулина. 20 декабря 2006 года к 85-летию со дня рождения артиста и к 10-летию школы-интерната был открыт мемориальный музей Ю. В. Никулина[65].
- В 2002 году после реконструкции Тюменского государственного цирка на площади перед ним расположили скульптурную композицию «Арена с тремя клоунами»: Ю. Никулиным, Карандашом и О. Поповым.
- В 2010 году в Перми, напротив кинотеатра «Кристалл», был установлен памятник «Гайдаевской тройке»[66].
- В 2010 году в Сочи у здания морского порта установлена скульптурная экспозиция, изображающая кадры из фильма «Бриллиантовая рука»[67][68][69].
- В 2011 году на родине артиста в Демидове Смоленской области был открыт памятник Ю. Никулину[70].
- В ноябре 2011 года в Курске, перед зданием цирка, установлен памятник клоунам Ю. Никулину и М. Шуйдину[71].
- В 2012 году в Иркутске около здания цирка появился памятник Л. Гайдаю и «Гайдаевской троице»[72][73].
- 26 мая 2016 года решением Курганской городской Думы, одной из новых улиц микрорайона Левашово присвоено имя актёра[74].
- 30 ноября 2016 года образ Ю. Никулина увековечен в скульптурной композиции «Они сражались за Родину» по мотивам одноимённого фильма, установленной перед зданием Минобороны России на Фрунзенской набережной[75].
- В 2017 году, ко дню памяти Ю. Никулина на его захоронении на Новодевичьем кладбище в Москве был установлен QR-код, считав который любой желающий может прочитать с помощью планшета или смартфона биографию артиста, посмотреть его фотографии и видео, оставить слова памяти[76].
- В 2018 году именем Ю. Никулина назвали улицу в районе станции метро «Динамо» на севере Москвы[77].
- В 2021 году в честь Никулина как участника обороны Ленинграда переименовали часть сквера Пограничников в Сестрорецке[78][79].
- В октябре 2021 года, в Москве на фасаде дома Большой Бронной 2/6, Юрию Никулину была установлена и открыта мемориальная доска[80][81].
- В ноябре 2021 года Банк России выпустил памятные монеты номиналом 25 рублей с рельефным изображением Юрия Никулина, выпуск был приурочен к 100-летию со дня его рождения[82].
- В 2024 году на российские экраны вышел комедийно-приключенческий фильм «Манюня: Приключения в Москве», одним из героев которого является Юрий Никулин. Образ актёра был создан при помощи нейросети, что вызвало у большей части аудитории негативную реакцию.

- 1967 — Юрий Никулин (документальный)
- 1988 — «Телевизионное знакомство» с Урмасом Оттом[83]
- 1989 —  Цирк для моих внуков (Фильм-монография) (реж. А. Габрилович, 1989 г.)
- 2001 — «Памятник на Цветном»
- 2005 — Юрий Никулин (из цикла передач телеканала «ДТВ» «Как уходили кумиры»)
- 2005 — «Юрий Никулин. „Я никуда не уйду“» («ТВ Центр»)[84]
- 2006 — «Замужем за гением» («Первый канал»)[85]
- 2009 — «Юрий Никулин. „О грустном и смешном“» («Первый канал»)[86]
- 2010 — «Песня самогонщиков» (из цикла «Спето в СССР»)
- 2010 — «Остров невезения» (из цикла «Спето в СССР»)
- 2011 — «Юрий Никулин. „Признание в любви“» («Первый канал»)[87]
- 2011 — «»Легенды мирового кино". Юрий Никулин" («Культура»)[88]
- 2011 — «„Острова“. Юрий Никулин» («Культура»)[89]
- 2011 — «„Больше, чем любовь“. Юрий Никулин и Татьяна Покровская» («Культура»)[90]
- 2011 — «„Смехоностальгия“. Юрий Никулин» («Культура»)[91]
- 2015 — «Юрий Никулин. „Последний день“» («Звезда»)[92]
- 2015 — «„Раскрывая тайны. Звёзды“: Юрий Никулин» («Москва Доверие»)[93]
- 2016 — «Юрий Никулин. „Великий смешной“» («Первый канал»)[94][95]
- 2016 — «Юрий Никулин. „Легенды кино“» («Звезда»)[96]
- 2017 — «Юрий Никулин. „Я не трус, но я боюсь!“» («ТВ Центр»)[97]
- 2018 — «XX век. „Сегодня и ежедневно. Юрий Никулин и Михаил Шуйдин“» («Культура»)[98]
- 2019 — «„Звёзды советского экрана“: Юрий Никулин» («Москва 24»)[99]
- 2019 — «Юрий Никулин. „Шутки в сторону“» («ТВ Центр»)[100]
- 2019 — «XX век. „Юрий Никулин. Цирк для моих внуков“» («Культура»)[101]
- 2020 — «„Тайны кино“: Юрий Никулин» («Москва Доверие»)[102]
- 2020 — «Юрий Никулин. „Клоун без грима“» («Мир»)[103]
- 2021 — «Юрий Никулин. „Великий многоликий“» («Первый канал»)[104][105]
- 2021 — «Юрий Никулин. „Легенды цирка“» («Звезда»)[106]
- 2021 — «Юрий Никулин. „Совсем другое кино“» («Мир»)[107]
- 2021 — «„Раскрывая тайны звёзд“: к 100-летию Юрия Никулина» («Москва 24»)[108]
- 2021 — «„Легко ли быть клоуном?“. Юрий Никулин» («Культура»)[109]
- 2021 — «XX век. „Дуэт клоунов. Юрий Никулин и Михаил Шуйдин“» («Культура»)[110]

## Галерея

Памятник Бывалому, Балбесу и Трусу в Перми
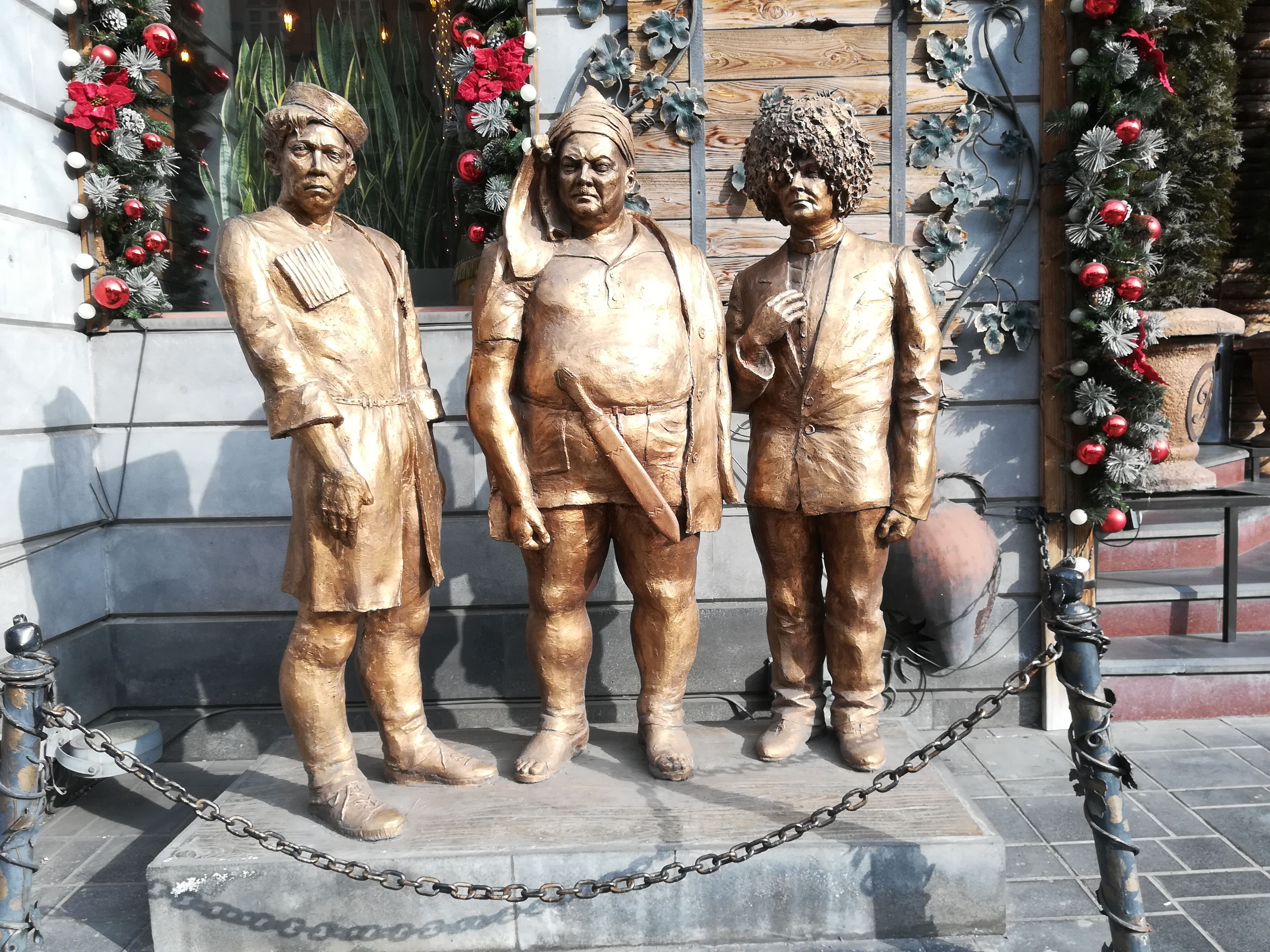
Скульптурная группа в Ереване (угол ул. Амиряна/ул. Теряна)
Слева направо: Балбес, Бывалый, Трус. Мультфильм «Бременские музыканты»
Бронзовые скульптуры разбойников из «Бременских музыкантов» в Хабаровске
Памятник Юрию Никулину на Цветном бульваре в Москве
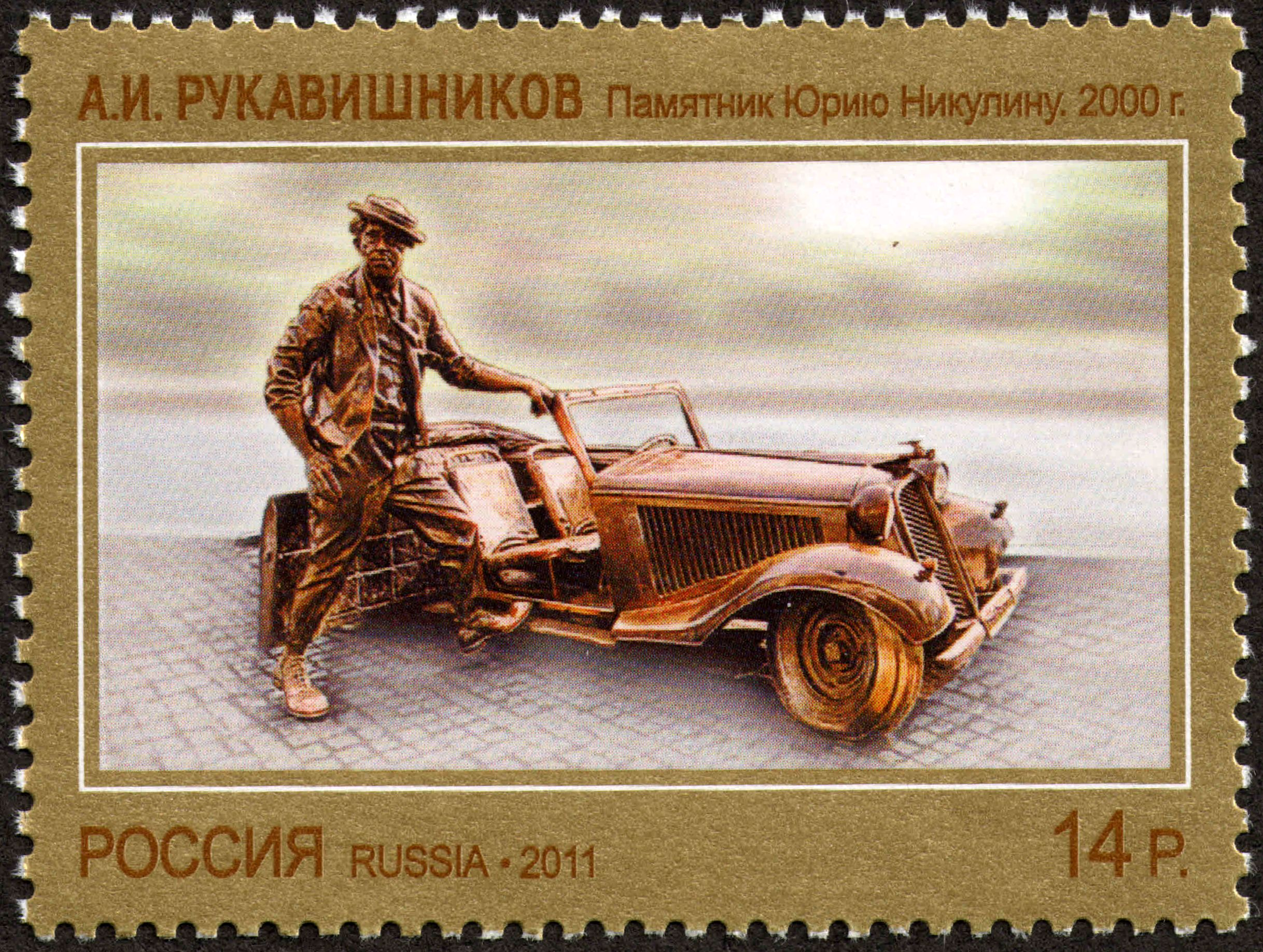
Памятник Ю. Никулину в Москве с автомобилем из фильма «Кавказская пленница» на почтовой марке России 2011 года (ЦФА [АО «Марка»] № 1515)
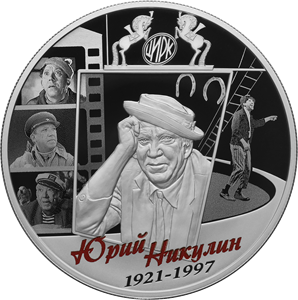
Монета Банка России, 25 рублей, серебро
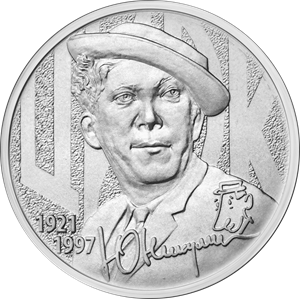
Монета Банка России, 25 рублей, медно-никелевый сплав
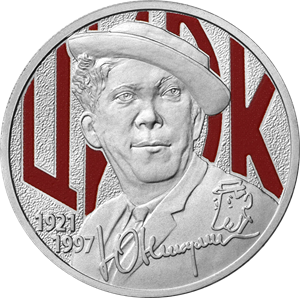
Монета Банка России, 25 рублей, медно-никелевый сплав